# Janderup Sogn
 Ikke at forveksle med Jannerup Sogn.
Janderup Sogn er et sogn i Varde Provsti (Ribe Stift).
I 1800-tallet var Billum Sogn anneks til Janderup Sogn. Begge sogne hørte til Vester Horne Herred i Ribe Amt. Janderup-Billum sognekommune blev ved kommunalreformen i 1970 indlemmet i Varde Kommune.
I Janderup Sogn ligger Janderup Kirke.
I sognet findes følgende autoriserede stednavne:
- Adeleng (areal)
- Bandsbjerg (bebyggelse)
- Elkærdam (bebyggelse)
- Grydvad Huse (bebyggelse)
- Hallumvad (bebyggelse)
- Holmen (areal)
- Hvilested (bebyggelse)
- Hyllerslev (bebyggelse, ejerlav)
- Hyllerslev Hede (bebyggelse)
- Hyllerslev Østermark (bebyggelse)
- Janderup (bebyggelse, ejerlav)
- Janderup Enge (areal)
- Janderup Mark (bebyggelse)
- Kærup (bebyggelse, ejerlav)
- Nørre Hebo (bebyggelse, ejerlav)
- Stiftshøje (areal, bebyggelse)
- Strudvad (bebyggelse)
- Søvig Mark (bebyggelse, ejerlav)
- Vester Kærup (bebyggelse)